# Louis Speiginer
Louis Sol Speiginer (* 20. Januar 1915 in Phillips County; † 8. August 1982 in Pomona, Kalifornien) war ein US-amerikanischer Jazz- und Rhythm-&-Blues-Musiker (Gitarre, Komposition).

## Leben und Wirken
Louis Speiginer arbeitete ab Mitte der 1940er-Jahre in der Musikszene Südkaliforniens u. a. mit Charles Mingus („Make Believe“, 1946), Geechie Smith, Buddy Tate, Fletcher Henderson und mit Jay McShann, als Solist zu hören in „Jumpin’ with Louis“. Mit eigenem Sextett begleitete er Jimmy Witherspoon („Cain River Blues“ / „How I Hate to See Xmas Come Around“, Supreme 1946) und wirkte auch an Witherspoons Erstaufnahme des Songs „Ain't Nobody's Business“ mit, der ein Nummer-eins-Hit in den Billboard-R&B-Charts 1949 wurde.
Unter eigenem Namen nahm er 1947 die Single „Louie’s Guitar Boogie“ (Supreme 1501) auf (mit Forrest Powell (tp), Frank Sleets (as), Charlie Thomas (ts), Jay McShann (p), Benny Booker (kb) und Pete McShann (dr)). 1950/51 arbeitete er noch mit Ray Charles („Ego Song“). Der Diskograf Tom Lord listet zwischen 1946 und 1951 seine Beteiligung an 14 Aufnahmesessions. Im Hauptberuf arbeitete er u. a. in einem Musikalienladen in Glendora (Kalifornien). Mit  Richard Thomas Ryan (Text) schrieb er den Song „The Piper of Cambay“.